# Roche Bobois
Roche Bobois é uma empresa francesa que comercializa coleções de móveis, sofás e acessórios de luxo.

## Histórico
Em 1950, Philippe e François Roche, Jean-Claude e Patrick Chouchan conhecem-se na Feira de Copenhague. A ideia é de importar mobiliário escandinavo em Paris. Os Roche e os Chouchan decidem juntar às suas lojas móveis de butiques, “prendas”, para vender acessórios escandinavos. Essas butiques são chamadas "complementos de objectos". Nelas, têxteis, louças e tapeçarias são comercializados, e mais ainda um piso da loja é dedicado à execução de obras de renovação e de adaptação dos interiores.  A marca Roche Bobois nasce.
A marca realiza em 1961 a primeira campanha publicitária de âmbito nacional, na revista Elle. As campanhas subsequentes vão suceder-se ao ritmo de duas por ano, durante quase 50 anos [carece de fontes?].	
Realização do primeiro catálogo comum e criação da sua rede nacional sob a forma de franchising, porém sem possuir ferramentas próprias de produção tornando-se um modelo inédito para a época.
Em 1965, acontece a abertura da primeira loja no estrangeiro, na Bélgica.
Em 1970, Philippe Roche e uma equipa encontram Hans Hopfer durante uma viagem à Alemanha. O seu sofá para “viver rés ao chão" lançado sob o nome de "Lounge" é, desde 1990, a venda n.º 1 mundial da Roche Bobois sob o nome de "Mah Jong".
Em 1973, acontece a abertura da primeira loja no Canadá e, em 1974, inauguram-se as primeiras unidades nos Estados Unidos da América e em Espanha [carece de fontes?].
Anos 80, desenvolvimento da oferta com a coleção Les Provinciales para os novos proprietários de casa de campo.
Anos 90, criação da coleção Les Voyages para responder à tendência do mobiliário étnico.
1995 Abertura da primeira loja em Itália.
Início do século XXI: 2 evoluções marcantes na Roche Bobois
- Desenvolvimento internacional com a implantação de lojas pelo mundo.
- Desenvolvimento de parcerias com designers, arquitetos e criadores que imaginam e criam móveis e objetos para a marca.

2004 Abertura da primeira loja na China. Abertura da centésima loja no estrangeiro.
Desde 2009 a organização de um concurso itinerante do design no estrangeiro, conduzido em primeiro na China, em Marrocos, e em 2012 no Reino Unido. O objectivo é convidar os talentos à volta de um tema. Desta iniciativa nasceu, por exemplo, o projeto da cadeira AVA por injecção:  concebida por um designer chinês, fabricada por um produtor italiano.
Dezembro 2011, o Senhor Philippe Roche, co-fundador da insígnia de mobiliário Roche Bobois falece aos 77 anos.
Desde 2011, a Roche Bobois apresenta uma nova coleção exclusiva a cada 6 meses. A marca está presente em 45 países, através uma rede de 250 lojas cujas 80 são filiais.
O ano 2012 está marcado por um crescimento significativo no internacional (+11% da facturação). Pela primeira vez, a Roche Bobois realiza mais de metade da sua faturação no internacional. Este crescimento atinge 16% na América do Norte, onde a faturação ultrapassa os 70 milhões de dólares US. Este mercado histórico, no qual a marca está implantada desde 1974, torna-se a segunda rede da Roche Bobois. A loja de Nova Iorque é doravante a primeira da marca.
Em 2013, a Roche Bobois reforça ainda mais a sua presença no internacional com a abertura programada de mais de 15 novas lojas em mais de 10 países, entre os quais Singapura, a Colômbia, Indonésia ou a Bulgária.
No mesmo ano, A Roche Bobois faz pela primeira vez publicidade na televisão com um filme institucional e o vídeo baptizado “Jubilation”.
Aberturas tiveram lugar em Londres, Estugarda, Tenerife e Moscovo. Em 2014, a Roche Bobois, que mudou de acionista minoritário em 2013, contabiliza mais de 250 lojas em 46 países e agendou uma dúzia de aberturas no ano a correr (Estados Unidos, Alemanha, Índia, Peru, Roménia, Coreia do Sul).
Em 2015, a Roche Bobois confirma o seu empenho nos domínios artísticos e culturais, nomeadamente como mecenas do Pavilhão França da Exposição universal de Milão.
No ano seguinte, em 2016, a Roche Bobois concebe uma coleção inédita com o arquitecto Jean Nouvel. Este mesmo ano, a marca conhece um forte desenvolvimento com 10 novas aberturas cujo 8 no internacional, nomeadamente no Guatemala e Índia.
Em 2017, a marca implanta-se no Japão em Tóquio e contabiliza uma rede com mais de 250 lojas em 55 países.
Este mesmo ano, a Roche Bobois celebra o décimo aniversário da biblioteca Legend, desenhado por Christophe Delcourt, a primeira coleção totalmente – eco, concebida da marca francesa. 

## Designers
A Roche Bobois desenvolve as suas coleções colaborando com vários designers, arquitetos e criadores. Destas parcerias nascem móveis criados para serem belos, funcionais.
Nos anos 80, grandes nomes de designers sucedem-se: Hans Hopfer, o arquiteto italiano Luigi Gorgoni.
Temos que esperar os anos 2000 para encontrar de novo as colaborações com designers:
- Coleção Métropolis para os 40 anos da Roche Bobois por Iosa Ghini
- Coleção Ping Pong da Paola Navone
- Sofá Comète de Vladimir Kagan
- Coleção Rive Droite de Christophe Delcourt, que assinará mais tarde a biblioteca Legend.
- Linha Speed Up do Sacha Lakic
- Mesa de centro Cute Cut[5] por Cédric Ragot
- Coleção Furtif do Daniel Rode
- Coleção Assemblage de Stéphane Lebrun
- Coleção de mobiliário por Ora Ito

Algumas destas criações foram apresentadas na ocasião da exposição [Mobi Boom] no Museu das Artes Decorativas da cidade de Paris.
Criadores de moda também decidiram trazer à Roche Bobois o universo pessoal deles : Kenzo, Missoni, Ungaro, Jean-Paul Gaultier (que assina uma coleção de mobiliário em 2010) e Sonia Rykiel  e Christian Lacroix.
- Sofá Kansaï por Kenzo: sofá de Philippe Bouix, revestido a tecidos Meiji por Kenzo.
- Sofá Rythme por Missoni: fatias de assentos às cores variadas que se juntam para formarem um sofá personalizado consoante os seus gostos.[7]
- Sofá Avant-Propos do Sacha Lakik por Ungaro.
- Colecção Jean-Paul Gaultier para festejar os 50 anos da Roche Bobois.[8]